# Kinderen van de kerk
Kinderen van de Kerk (2023-2024) is een vierdelige podcastreeks van podcastmakers Achille Van Ingelgem en Feline Franceus in samenwerking met Het Laatste Nieuws. De podcast gaat over de geschiedenis van de gedwongen adopties door Rooms-Katholieke instellingen in België. 
De podcastmakers hebben voor de podcast ‘Kinderen van de Kerk’ gesproken met tientallen getuigen en experts. Het resultaat is een vierdelige podcastreeks, waarin zowel moeders als adoptiekinderen, vaak voor het eerst, hun verhaal vertellen. Centraal staat de rol van de Rooms-Katholieke Kerk en dan voornamelijk de rol van de zuster. 
Er is veel aandacht voor getuigenissen over het moederhuis Tamar uit Lommel van de Zusters Kindsheid Jesu. Het beeld dat uit de podcast naar voor komst is een beeld dat de zusters kinderen via gedwongen adoptie hebben afgepakt bij de moeders. Hier zouden de zuster voor betaald hebben gekregen. Het verwijt dat gemaakt wordt in deze podcast is dat hier sprake was van witwassen van kinderen als een vorm van mensenhandel.
De podcast heeft gezorgd dat N-VA politica Yngvild Ingels een emotioneel betoog heeft gehouden over haar eigen adoptieachtergrond.
Een van de deskundigen uit de podcast is Vlaamse priester, schrijver en activist Rik Devillé. Hij is bekend geworden door de vierdelige serie Godvergeten van VRT CANVAS. De serie handelt over het seksueel misbruik van katholieke paters en priesters in Vlaanderen. Rik Devillé is medeoprichter van de organisatie Mensenrechten in de Kerk (1992) en steunt slachtoffers van seksueel misbruik in de kerk. 

## Afleveringen
| Aflevering | Datum            | Titel                 |
| ---------- | ---------------- | --------------------- |
| 1          | 13 december 2023 | De Moeders            |
| 2          | 20 december 2023 | De Kinderen           |
| 3          | 27 december 2023 | De Verantwoordelijken |
| 4          | 3 januari 2024   | Het geld              |